# Комароловкові
Комароловкові (Polioptilidae) — родина горобцеподібних птахів. Містить три роди і 20 видів.

## Поширення
Комароловкові поширені по всьому американському континенту і трапляються насамперед у лісових і болотистих регіонах. Іноді їх можна побачити і поблизу людських поселень. Більшість видів зосереджені в тропічних і субтропічних широтах Південної Америки і не залишають своїх місць проживання. На відміну від них, види, що гніздяться в Північній Америці, взимку мігрують до Південної Америки і є перелітними.

## Опис
Ці маленькі птахи близькі родичі кропив'янкових. Сіро-блакитне та біле оперення характерне як для самців, так і для самиць. У них гострий дзьоб, а в їжу входять головним чином комахи, личинки і павуки, яких комароловкові шукають на деревах і в чагарниках. Гнізда комароловки будують з травинок і кори дерев та вистелюють пухом і травою. В одній кладці від трьох до шести яєць.

## Роди і види
Родина містить 20 видів у 3-ох родах:
- Короткохвоста комароловка (Microbates) 
  - Комароловка рудощока (Microbates cinereiventris)
  - Комароловка білоброва (Microbates collaris)
- Комароловка (Polioptila) 
  - Комароловка сиза (Polioptila caerulea)
  - Комароловка чорнохвоста (Polioptila melanura)
  - Комароловка каліфорнійська (Polioptila californica)
  - Комароловка кубинська (Polioptila lembeyei)
  - Комароловка білощока (Polioptila albiloris)
  - Комароловка юкатанська (Polioptila albiventris)
  - Комароловка чорноголова (Polioptila nigriceps)
  - Комароловка тропічна (Polioptila plumbea)
  - Комароловка кремововола (Polioptila lactea)
  - Комароловка каєнська (Polioptila guianensis)
  - Комароловка венесуельська (Polioptila facilis)
  - Комароловка амазонійська (Polioptila paraensis)
  - Комароловка попеляста (Polioptila attenboroughi)
  - Комароловка іквітозька (Polioptila clementsi)
  - Комароловка сірогорла (Polioptila schistaceigula)
  - Комароловка маскова (Polioptila dumicola)
- Довгодзьоба комароловка (Ramphocaenus) 
  - Комароловка довгодзьоба (Ramphocaenus melanurus)
  - Комароловка бамбукова (Ramphocaenus sticturus)